# Сан-Каэтану (Пернамбуку)
Сан-Каэтану (порт. São Caetano) — муниципалитет в Бразилии, входит в штат Пернамбуку. Составная часть мезорегиона Сельскохозяйственный район штата Пернамбуку. Входит в экономико-статистический микрорегион Вали-ду-Ипожука. Население составляет 34 769 человек на 2007 год.

## География
Климат местности: полупустыня. В соответствии с классификацией Кёппена, климат относится к категории TP.